# ブーボー・ブラン還元
ブーボー・ブラン還元（ブーボー・ブランかんげん、英語: Bouveault–Blanc reduction）とは、有機合成化学における還元反応のひとつ。エタノール中においてカルボン酸エステルに金属ナトリウムを作用させ、一級アルコールへと変える反応。
この反応は、水素化アルミニウムリチウム (LAH) の安価な代替として、大スケールでエステルを還元する際に用いられる。

## 反応機構
金属ナトリウムは一電子還元剤としてはたらく。すなわち一回の素反応でナトリウムは1個の電子を基質または中間体へ引き渡す。1分子のエステルをアルコールに還元するまでに、4個のナトリウム原子が用いられる。エタノールはプロトン源となる。